# Zoran Milovac
Zoran Milovac, est un footballeur professionnel serbe né le 29 octobre 1988 à Novi Sad.

## Description
Son poste de prédilection est milieu de terrain. Zoran a évolué durant sa carrière en Serbie, au Monténégro et en Suisse. Il évolue actuellement au FK Sloga Temerin.